# João Francisco Marçal
João Francisco Marçal, conhecido apenas como 'Marçal', (Passos, 03 de Agosto de 1955) é um treinador de futebol brasileiro. Atualmente treinador do Guarapuava Futebol Clube

## Treinador
Já trabalhou como treinador em equipes como São Paulo Futebol Clube, Corinthians, Clube Atlético Juventus, Portuguesa de Desportos, Guaratinguetá Futebol Ltda., Londrina EC, Bragantino, Operário Futebol Clube, Guarany de Sobral, Itapipoca Esporte Clube, Misto Esporte Clube. Fez estágios em times da Suécia, como o IFK Gotëborg, Västra Frölunda e Örgryte IS.

### Clube Pequeninos do Jockey
Marçal começou a treinar as equipes do Clube Pequeninos do Jockey, uma escolinha de futebol renomada na cidade de São Paulo e que trabalha com crianças carentes. Lá, ganhou diversos títulos nacionais e principalmente internacionais, como a Gothia Cup,
Dana Cup
Norway Cup
etc. Também revelou jogadores como o meio campo Zé Roberto e também André Luiz.

### São Paulo
Trabalhou na equipe juvenil do São Paulo, onde sagrou-se campeão da Copa Cidade de São Paulo, e dirigiu jogadores como Rogério Ceni, Denílson, Caio Ribeiro, Fabio Melo, Cafú etc.

### Nacional
Vice campeão invicto.

### Juventus
Após se destacar trabalhando no Nacional A.C., Marçal recebeu o convite para ser técnico da equipe de juniores do Juventus em 1999. Lá, fez um trabalho reconhecido nas categorias de base, onde levou a equipe ao vice campeonato da Copa São Paulo de Futebol Júnior de 2000, perdendo a final para o São Paulo FC. Também revelou jogadores que ganharam grande renome nacional e internacional, como Luisão, Zé Roberto e Christian.

### Corinthians
Após ótima passagem pelo Juventus, foi convidado em 2001 para trabalhar na equipe do profissional B do Corinthians. Na equipe do profissional B, foi campeão do campeonato paulista da série B3, e no time infantil, conquistou os campeonatos da Taça Londrina de 2001 e da Copa Votorantim de 2003. Trabalhou com jogadores como Everton Ribeiro, William, Danilo Fernandes, Marcelo Sarvas, Betão, Bobo, Luciano Bebe, etc., além de ter adquirido grande experiência trabalhando junto da equipe profissional A com os treinadores Carlos Alberto Parreira, Geninho e Vanderlei Luxemburgo.

### Times entre 2004-2010
Logo após sua saída do Corinthians em 2004, assinou com a Portuguesa, onde ficou por apenas 6 meses.
Em 2005 assinou com um dos maiores times do Mato Grosso do Sul, o tradicional Operário, onde fez uma bela campanha e classificou a equipe para a Copa do Brasil e o Campeonato Brasileiro da série C de 2006, após muito tempo fora das disputas nacionais.
Após sua saída do Operário em 2006, passou por Flamengo de Guarulhos e depois pelo Extrema, destacando-se no Campeonato Mineiro da Terceira Divisão e conseguindo o acesso para o Módulo II.
Em 2008 retornou ao futebol do nordeste novamente como treinador do Guarany de Sobral,onde fez excelente campanha no campeonato cearense da 2ª divisão, conquistando o título e acesso à 1ª divisão do cearense em 2009.

## Estilo de jogo
Os times treinados por Marçal têm a característica de preservar o  toque de bola e evitar o chamado "chutão".

## Títulos

### Como Treinador

#### Juventus
Vice-campeão da Copa São Paulo de Futebol Junior: 2000

#### Corinthians
Campeão da Taça Londrina de Futebol Junior 2001
 Campeonato Paulista - Série B3: 2001
Copa Brasil de Futebol Infantil - Votorantim: 2003

#### Guarany de Sobral
Campeonato Cearense 2ª Divisão: 2008

#### S.E. Pontaporanense
Campeonato Sul-matogrossense Série B: 2019